# كين شابمان (لاعب كرة قدم)
كين شابمان (بالإنجليزية: Ken Chapman)‏ هو لاعب كرة قدم بريطاني في مركز نصف الجناح، ولد في 16 نوفمبر 1948 في غريمسبي ‏ في المملكة المتحدة. لعب مع غريمسبي تاون.